# Nicholas Latifi
Nicholas Daniel Latifi (Montréal, 29 giugno 1995) è un ex pilota automobilistico canadese, ha corso in Formula 1 dal 2020 al 2022 con la Williams.

## Biografia
Nato a Montréal, Latifi è cresciuto a North York. È figlio di Michael Latifi, imprenditore iraniano-canadese, amministratore delegato del gruppo Sofina Foods. Sua madre, Marilena Latifi (nata Russo), canadese di origine siciliana, è imparentata con la famiglia Saputo, fondatrice dell'omonima azienda casearia. Ha tre fratelli: Soph, Michael e Matthew.

## Carriera

### Gli inizi
Dopo aver corso nei kart dal 2009 al 2011, inizia la sua carriera nelle monoposto nel campionato italiano di Formula 3 nel 2012 con BVM, vincendo la sua prima gara sul circuito di Vallelunga il 18 settembre 2012 e concludendo al settimo posto nella classifica finale.

### Formula 3 e Formula Renault
Nel 2013 gareggia in diverse serie Master di formula 3, il campionato inglese di formula 3, dove ottiene 2 pole position e il 5º posto finale in campionato, e il campionato europeo FIA di formula 3, tutte con la Carlin Motorsport. Nel 2014 affronta l'intera stagione in F3 europea con la Prema Powerteam, ottenendo un podio a Silverstone. Lo stesso anno partecipa anche ad alcuni round della Formula Renault 3.5 series per la Tech 1 Racing. Mentre nel 2015 Latifi si accorda con la Arden per correre l'intero campionato di Formula Renault 3.5 Series, ottenendo un giro veloce e l'undicesimo posto in campionato.

### GP2 Series/Formula 2

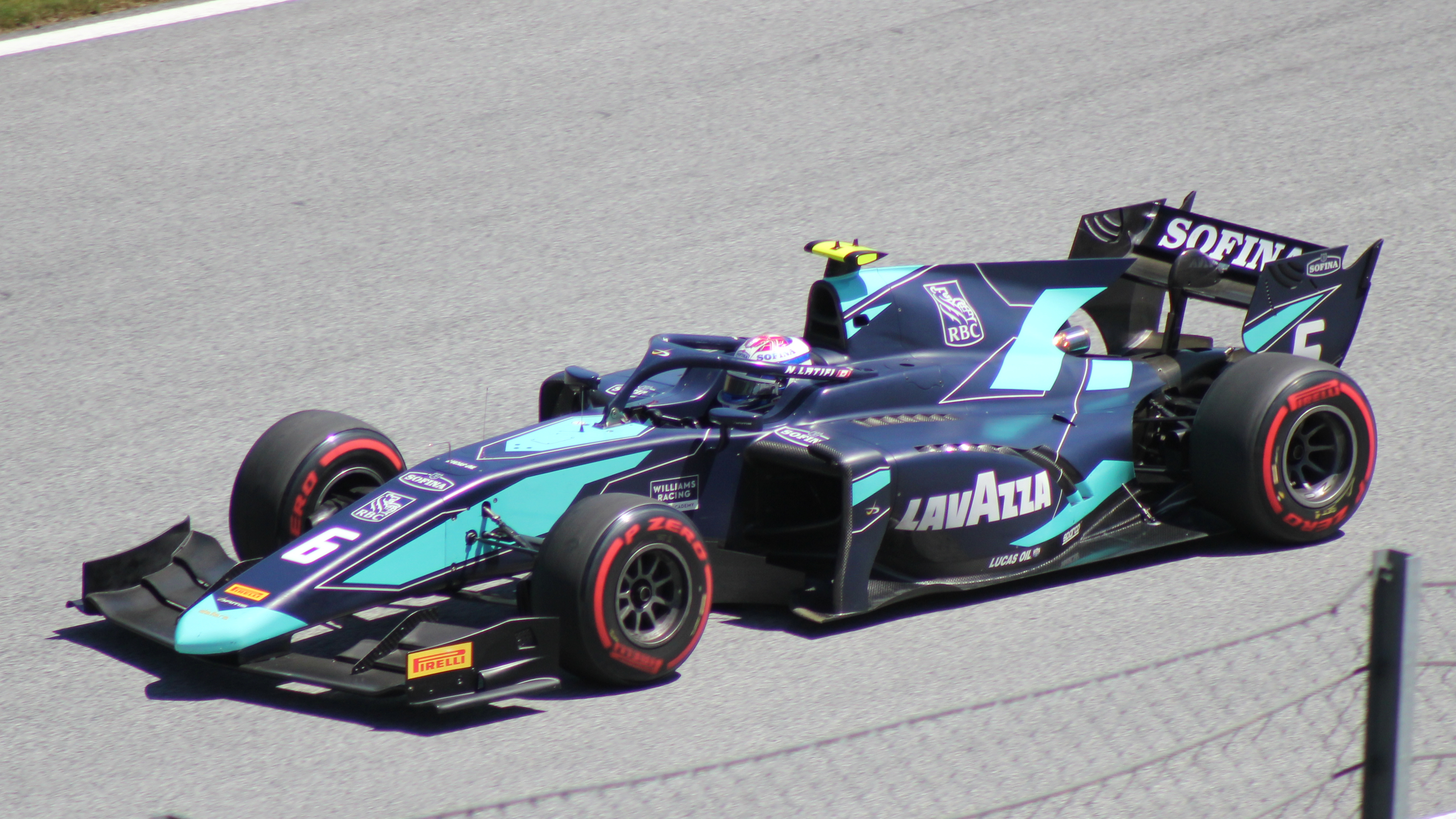
Latifi in Formula 2 nel 2019

Nel 2014 partecipa al round finale della GP2 Series con il team Hilmer Motorsport. L'anno seguente, oltre al impegno nella Formula Renault 3.5 Series, il pilota canadese prende parte a quattro round della GP2 con il team MP Motorsport. Nel 2016 Latifi partecipa alla sua prima stagione completa nella serie correndo per la DAMS, con il team francese ottiene un podio alla prima gara e conclude la stagione al 16º posto. 
La stagione 2017 lo vede continuare il suo impegno con la DAMS.
Nel 2017 la GP2 viene rinominata Formula 2, Latifi, sempre con il team DAMS partecipa al intera stagione. Ottiene la sua prima vittoria nella gara sprint disputata a Silverstone e 9 podi in totale, che lo portano fino alla quinta posizione in classifica generale. Per la stagione 2018 viene confermato dal team per il terzo anno consecutivo. Nel corso della stagione riesce a vincere la gara sprint di Spa ed ottiene altri 2 podi, terminando nono in campionato.
Viene nuovamente confermato dal team nella stagione 2019, per affrontare il quarto campionato di fila con la squadra. Latifi ottiene quattro vittorie e un totale di otto podi, risultati tali che lo portano a chiudere al secondo posto in classifica dietro all'olandese Nyck de Vries.

### Formula 1
Il 14 marzo 2016 Latifi viene ufficializzato come Test Driver per Renault in F1. Il 1º agosto 2017 prende parte alla sessione di test sul circuito dell'Hungaroring al volante di una Renault R.S.17. Per la stagione successiva viene invece scelto come Collaudatore e pilota di riserva dalla Force India, con cui prende parte alle prime prove libere del Gran Premio del Canada e di altri tre Gran Premi.
Nel 2019 entra a far parte del team Williams come terzo pilota. Con il team di Grove scende in pista in sei prove libere durante la stagione.

#### Williams

##### 2020

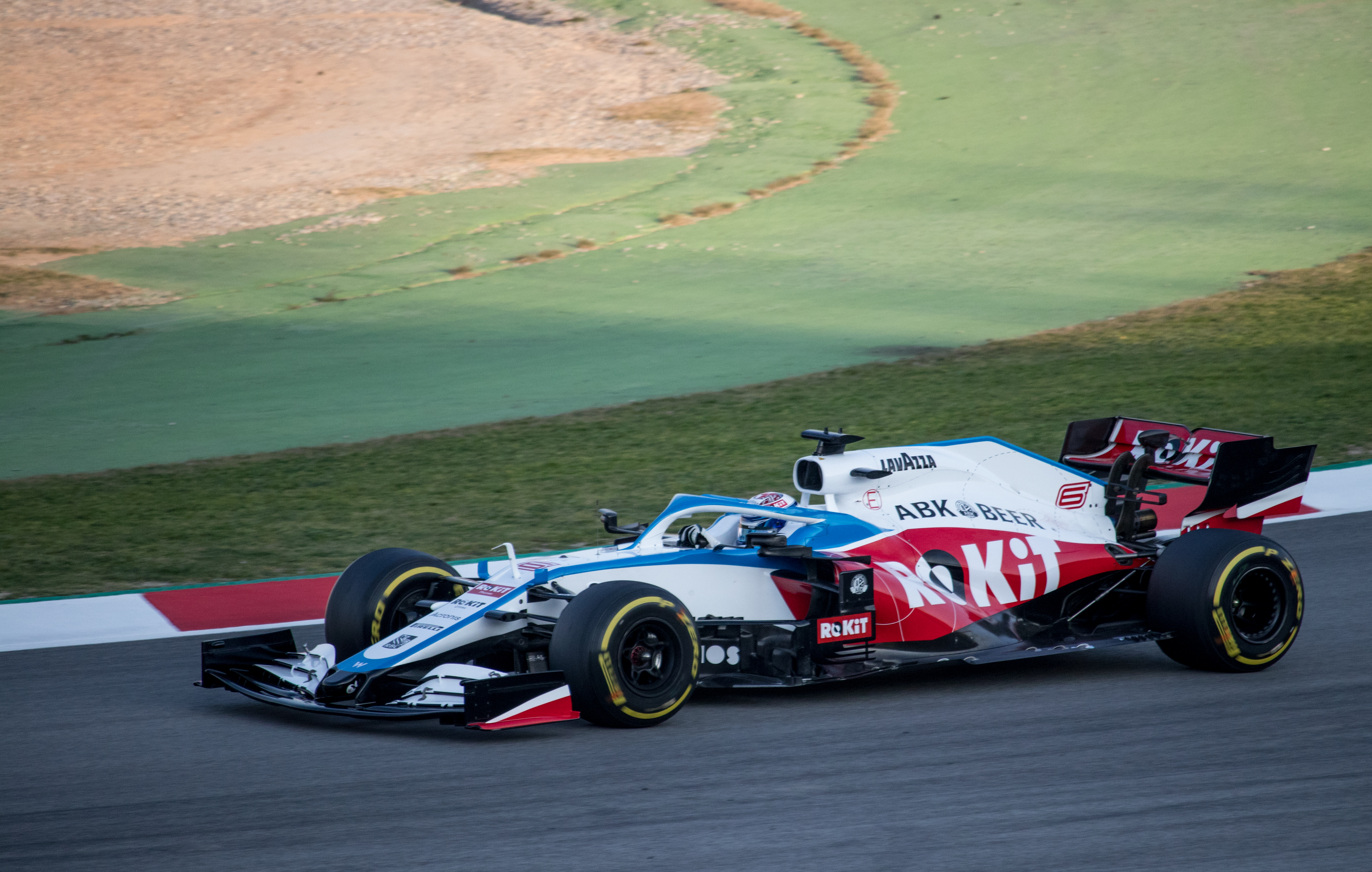
Latifi alla guida della Williams FW43 nei test F1 2020

Dalla stagione 2020 viene promosso a pilota titolare per la scuderia inglese, sostituendo Robert Kubica al fianco di George Russell. Nelle prime otto gare della stagione Latifi non coglie punti, a causa anche della scarsa competitività della monoposto. Pur essendo stato battuto dal compagno di squadra in tutte le sessioni di qualifica, nel corso della stagione Latifi coglie dei risultati migliori in gara, chiudendo all'undicesimo posto la gara inaugurale in Austria, il caotico Gran Premio d'Italia e il Gran Premio dell'Emilia Romagna. Chiude la stagione al ventunesimo posto assoluto, senza marcare punti.

##### 2021

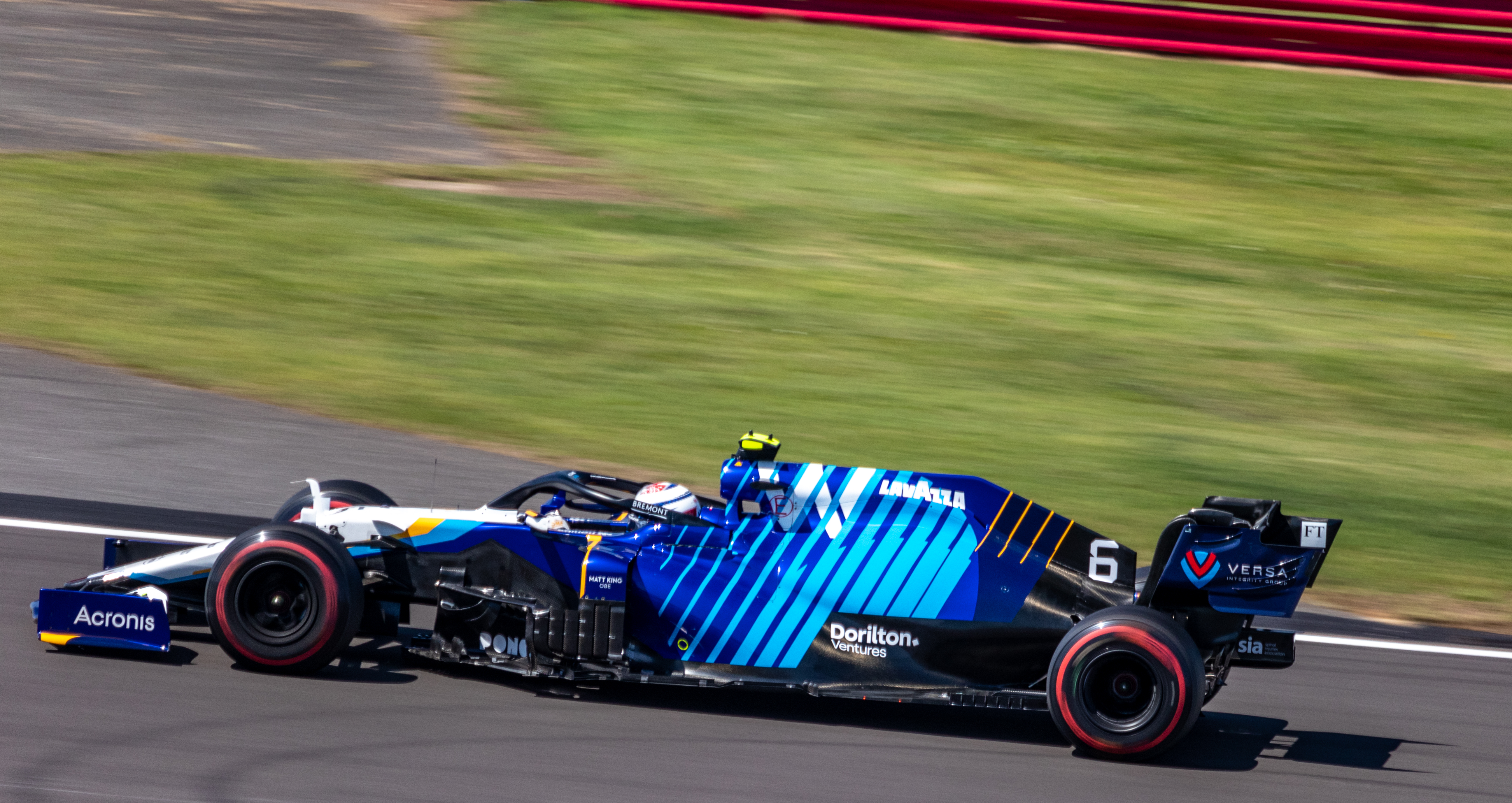
Latifi al Gran Premio di Gran Bretagna 2021

Confermato al fianco di Russell per il 2021, Latifi inizia la stagione con un ritiro per problemi tecnici, pur venendo classificato diciottesimo e ultimo. Nel Gran Premio dell'Emilia-Romagna Latifi si qualifica in quattordicesima posizione, ma la sua corsa si conclude al primo giro, a causa di un contatto con Nikita Mazepin. Dopo una lunga serie di gare chiuse fuori dai primi dieci, nel rocambolesco Gran Premio d'Ungheria Latifi taglia il traguardo in ottava posizione (poi divenuta settima per la squalifica di Sebastian Vettel) e conquista i primi punti in carriera. Latifi torna in Q2 nelle qualifiche del Gran Premio del Belgio, dove ottiene il dodicesimo tempo, diventato decimo dopo le penalizzazioni di Valtteri Bottas e Lando Norris. La gara, la cui partenza era stata posticipata di diverse ore a causa del maltempo, termina dopo appena due giri percorsi sotto safety car: Latifi, che nel frattempo aveva guadagnato un'ulteriore posizione a causa di una retrocessione in fondo alla griglia di Sergio Pérez, finito contro le barriere nel giro d'allineamento, si classifica così nono, ottenendo il suo secondo piazzamento a punti consecutivo.
L'8 settembre del 2021, nella settimana successiva al Gran Premio d'Olanda, la Williams conferma Latifi in coppia con Alexander Albon per la stagione 2022. Nella parte finale della stagione Latifi non riesce a cogliere ulteriori piazzamenti utili, con un undicesimo posto nel Gran Premio d'Italia come miglior risultato. A San Paolo il pilota canadese precede per la prima volta in qualifica il compagno di squadra George Russell, che lo aveva sempre battuto nei 35 Gran Premi precedenti. Latifi chiude la stagione 2021 al diciassettesimo posto in classifica generale, con 7 punti. Dopo il suo incidente nel Gran Premio di Abu Dhabi, rivelatosi decisivo per l'assegnazione del titolo mondiale, Latifi viene insultato e minacciato sui social. Il 21 dicembre rilascerà una dichiarazione in merito sul suo sito, definendosi "scioccato" dal "tono estremo dell'odio e persino delle minacce di morte che ho ricevuto".

##### 2022

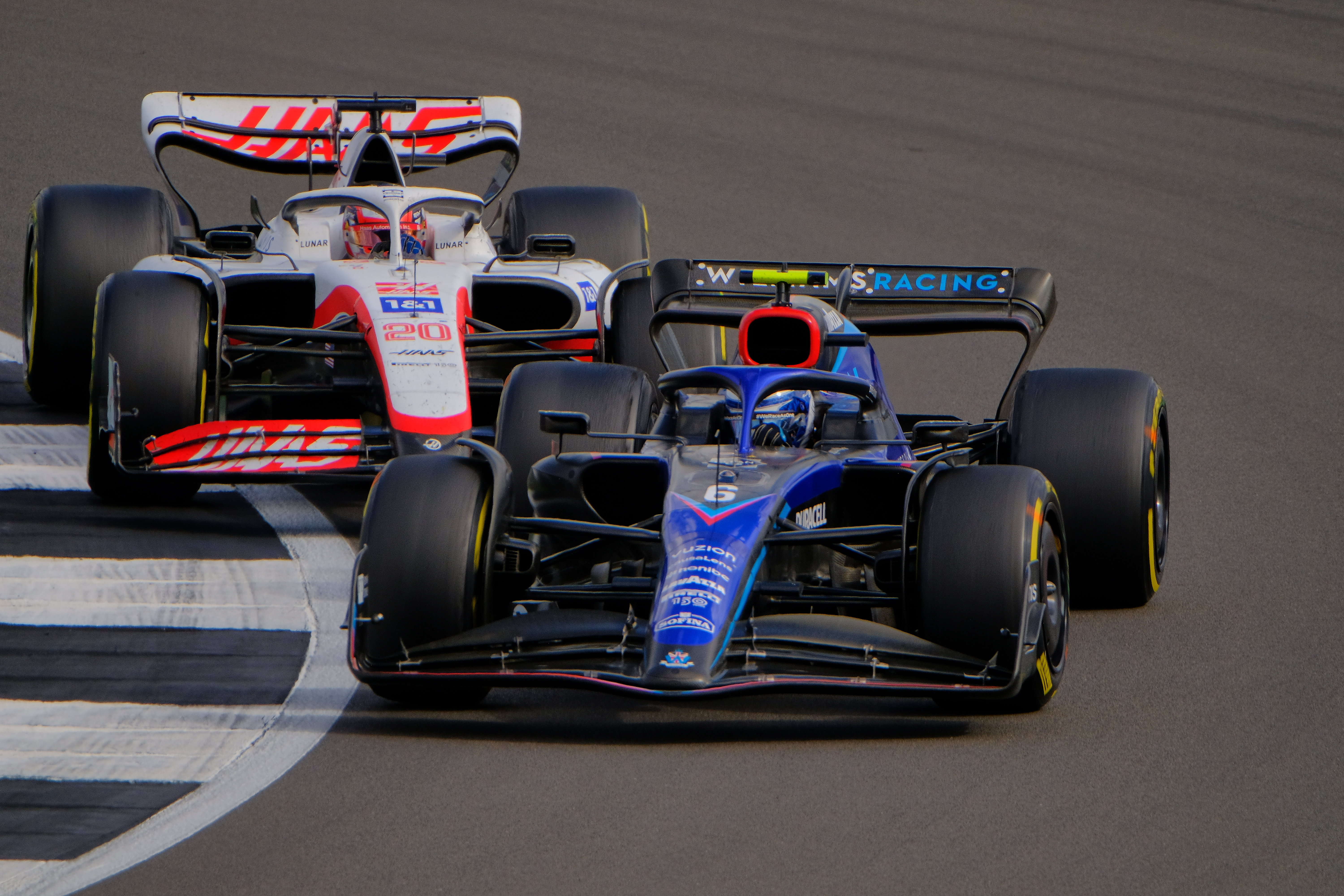
Latifi al Gran Premio di Gran Bretagna 2022

Confermato in Williams per il 2022, Latifi ha una prima metà di stagione difficile, non conquistando punti e venendo coinvolto in diversi incidenti e contatti. Nelle qualifiche del Gran Premio di Gran Bretagna conquista per la prima volta in carriera un piazzamento nei primi dieci in qualifica, ma in gara non riesce a rimanere nel gruppo dei primi dieci e taglia il traguardo fuori dalla zona punti, al dodicesimo posto, suo miglior piazzamento stagionale.
Il 23 settembre 2022 Latifi annuncia sui propri canali social che al termine della stagione lascerà la Williams.
Dopo il ritiro a Singapore per un contatto con l'Alfa Romeo di Zhou Guanyu, riesce a cogliere i primi punti della stagione al Gran Premio del Giappone, cogliendo un nono posto grazie anche a un cambio gomme anticipato ed un ottimo passo sulla pista bagnata.
Il 19 luglio 2023 annuncia a sorpresa il suo ritiro dal motorsport per dedicarsi a tempo pieno all'università.

## Risultati in carriera

### Riepilogo
| Stagione | Campionato                       | Team                | Gare         | Vittorie     | Pole         | Giri veloci  | Podi         | Punti        | Pos          |
| -------- | -------------------------------- | ------------------- | ------------ | ------------ | ------------ | ------------ | ------------ | ------------ | ------------ |
| 2012     | Formula 3 italiana               | BVM                 | 24           | 1            | 0            | 2            | 4            | 117          | 7º           |
| 2012     | Continental Tire Sport Challenge | Rehagen Racing      | 1            | 0            | 0            | 0            | 0            | 2            | 84º          |
| 2013     | Toyota Racing Series             | Giles Motorsport    | 15           | 0            | 0            | 0            | 0            | 503          | 9º           |
| 2013     | Masters F3                       | Carlin Motorsport   | 1            | 0            | 0            | 0            | 0            | 0            | 7º           |
| 2013     | Formula 3 inglese                | Carlin Motorsport   | 11           | 0            | 2            | 1            | 1            | 97           | 5º           |
| 2013     | F3 europea                       | Carlin Motorsport   | 30           | 0            | 0            | 0            | 0            | 45           | 15º          |
| 2014     | F3 europea                       | Prema Powerteam     | 30           | 0            | 0            | 0            | 1            | 128          | 10º          |
| 2014     | Porsche Carrera Cup GB           | Redline Racing      | 2            | 0            | 0            | 0            | 0            | 14           | 23º          |
| 2014     | Formula Renault 3.5 Series       | Tech 1 Racing       | 6            | 0            | 0            | 0            | 1            | 20           | 20º          |
| 2014     | GP2 Series                       | Hilmer Motorsport   | 2            | 0            | 0            | 0            | 0            | 0            | 32º          |
| 2015     | Formula Renault 3.5 Series       | Arden International | 17           | 0            | 0            | 1            | 0            | 55           | 11º          |
| 2015     | Porsche Carrera Cup GB           | Samsung TV Racing   | 8            | 0            | 0            | 0            | 1            | 72           | 11º          |
| 2015     | GP2 Series                       | MP Motorsport       | 8            | 0            | 0            | 0            | 0            | 0            | 27º          |
| 2016     | GP2 Series                       | DAMS                | 22           | 0            | 0            | 0            | 1            | 23           | 16º          |
| 2017     | Formula 2                        | DAMS                | 21           | 1            | 0            | 4            | 9            | 178          | 5º           |
| 2018     | Formula 2                        | DAMS                | 24           | 1            | 0            | 2            | 3            | 91           | 9º           |
| 2018     | Formula 1                        | Force India         | Collaudatore | Collaudatore | Collaudatore | Collaudatore | Collaudatore | Collaudatore | Collaudatore |
| 2019     | Formula 2                        | DAMS                | 24           | 4            | 0            | 4            | 8            | 214          | 2º           |
| 2019     | Formula 1                        | Williams F1         | Collaudatore | Collaudatore | Collaudatore | Collaudatore | Collaudatore | Collaudatore | Collaudatore |
| 2020     | Formula 1                        | Williams F1         | 17           | 0            | 0            | 0            | 0            | 0            | 21º          |
| 2021     | Formula 1                        | Williams F1         | 22           | 0            | 0            | 0            | 0            | 7            | 17º          |
| 2022     | Formula 1                        | Williams F1         | 22           | 0            | 0            | 0            | 0            | 2            | 20º          |

### Risultati nella F3 europea
(legenda) (Le gare in grassetto indicano la pole) (Le gare in corsivo indicano il giro veloce)
| Anno | Squadra         | Motore     | 1   | 2   | 3   | 4   | 5   | 6   | 7   | 8   | 9   | 10  | 11  | 12  | 13  | 14  | 15  | 16  | 17  | 18  | 19  | 20  | 21  | 22  | 23  | 24  | 25  | 26  | 27  | 28  | 29  | 30  | 31  | 32  | 33  | Punti | Pos |
| ---- | --------------- | ---------- | --- | --- | --- | --- | --- | --- | --- | --- | --- | --- | --- | --- | --- | --- | --- | --- | --- | --- | --- | --- | --- | --- | --- | --- | --- | --- | --- | --- | --- | --- | --- | --- | --- | ----- | --- |
| 2013 | Carlin          | Volkswagen | MNZ | MNZ | MNZ | SIL | SIL | SIL | HOC | HOC | HOC | BRH | BRH | BRH | RBR | RBR | RBR | NOR | NOR | NOR | NÜR | NÜR | NÜR | ZAN | ZAN | ZAN | VAL | VAL | VAL | HOC | HOC | HOC |     |     |     | 45    | 15º |
| 2013 | Carlin          | Volkswagen | 15  | 16  | Rit | 5   | Rit | 10  | 23  | 22  | 15  | Rit | 27  | 7   | 5   | Rit | 7   | Rit | 19  | Rit | 19  | 17  | 21  | 8   | 11  | Rit | 17  | 11  | Rit | 12  | 13  | Rit |     |     |     | 45    | 15º |
| 2014 | Prema Powerteam | Mercedes   | SIL | SIL | SIL | HOC | HOC | HOC | PAU | PAU | PAU | HUN | HUN | HUN | SPA | SPA | SPA | NOR | NOR | NOR | MSC | MSC | MSC | RBR | RBR | RBR | NÜR | NÜR | NÜR | IMO | IMO | IMO | HOC | HOC | HOC | 128   | 10º |
| 2014 | Prema Powerteam | Mercedes   | 6   | 2   | 4   | Rit | 6   | Rit | Rit | 17† | Rit | 22  | 9   | 10  | 13  | 7   | 5   | 4   | 8   | Rit | 7   | 8   | 17† | Rit | 8   | 4   | 13  | 10  | Rit | Rit | 6   | 4   |     |     |     | 128   | 10º |

† Il pilota non ha terminato la gara, ma è stato classificato poiché ha completato oltre il 90% della distanza di gara.

### Risultati nella Formula Renault 3.5 Series
(legenda) (Le gare in grassetto indicano la pole) (Le gare in corsivo indicano il giro veloce)
| Anno | Squadra          | 1   | 2   | 3   | 4   | 5   | 6   | 7   | 8   | 9   | 10  | 11  | 12  | 13  | 14  | 15  | 16  | 17  | Punti | Pos |
| ---- | ---------------- | --- | --- | --- | --- | --- | --- | --- | --- | --- | --- | --- | --- | --- | --- | --- | --- | --- | ----- | --- |
| 2014 | Tech 1 Racing    | MNZ | MNZ | ALC | ALC | MON | SPA | SPA | MSC | MSC | NÜR | NÜR | HUN | HUN | LEC | LEC | JER | JER | 20    | 20º |
| 2014 | Tech 1 Racing    |     |     |     |     |     |     |     |     |     |     |     | Rit | 18  | 16  | 9   | 16  | 2   | 20    | 20º |
| 2015 | Arden Motorsport | ALC | ALC | MON | SPA | SPA | HUN | HUN | RBR | RBR | SIL | SIL | NÜR | NÜR | BUG | BUG | JER | JER | 55    | 11º |
| 2015 | Arden Motorsport | 8   | 14  | Rit | 4   | 13  | Rit | 17  | 4   | Rit | 8   | 5   | Rit | Rit | Rit | 7   | 7   | 10  | 55    | 11º |

### Risultati in GP2
(legenda) (Le gare in grassetto indicano la pole) (Le gare in corsivo indicano il giro veloce)
| Anno | Squadra           | 1   | 2   | 3   | 4   | 5   | 6   | 7   | 8   | 9   | 10  | 11  | 12  | 13  | 14  | 15  | 16  | 17  | 18  | 19  | 20  | 21  | 22  | Punti | Pos |
| ---- | ----------------- | --- | --- | --- | --- | --- | --- | --- | --- | --- | --- | --- | --- | --- | --- | --- | --- | --- | --- | --- | --- | --- | --- | ----- | --- |
| 2014 | Hilmer Motorsport | BHR | BHR | CAT | CAT | MON | MON | RBR | RBR | SIL | SIL | HOC | HOC | HUN | HUN | SPA | SPA | MNZ | MNZ | SOC | SOC | YMC | YMC | 0     | 32º |
| 2014 | Hilmer Motorsport |     |     |     |     |     |     |     |     |     |     |     |     |     |     |     |     |     |     |     |     | 22  | 17  | 0     | 32º |
| 2015 | MP Motorsport     | BHR | BHR | CAT | CAT | MON | MON | RBR | RBR | SIL | SIL | HUN | HUN | SPA | SPA | MNZ | MNZ | SOC | SOC | BHR | BHR | YMC | YMC | 0     | 27º |
| 2015 | MP Motorsport     |     |     |     |     |     |     |     |     |     |     | 15  | 14  |     |     |     |     | 18  | 14  | 15  | 11  | Rit | C   | 0     | 27º |
| 2016 | DAMS              | CAT | CAT | MON | MON | BAK | BAK | RBR | RBR | SIL | SIL | HUN | HUN | HOC | HOC | SPA | SPA | MNZ | MNZ | SEP | SEP | YMC | YMC | 23    | 16º |
| 2016 | DAMS              | 2   | 7   | Rit | Rit | Rit | 13  | 10  | Rit | 11  | 10  | 16  | 12  | 14  | 17  | 13  | 9   | 16  | 15  | 14  | 10  | 9   | 12  | 23    | 16º |

### Risultati in Formula 2
(legenda) (Le gare in grassetto indicano la pole) (Le gare in corsivo indicano il giro veloce)
| Anno | Squadra | 1   | 2   | 3   | 4   | 5   | 6   | 7   | 8   | 9   | 10  | 11  | 12  | 13  | 14  | 15  | 16  | 17  | 18  | 19  | 20  | 21  | 22  | 23  | 24  | Punti | Pos |
| ---- | ------- | --- | --- | --- | --- | --- | --- | --- | --- | --- | --- | --- | --- | --- | --- | --- | --- | --- | --- | --- | --- | --- | --- | --- | --- | ----- | --- |
| 2017 | DAMS    | BHR | BHR | CAT | CAT | MON | MON | BAK | BAK | RBR | RBR | SIL | SIL | HUN | HUN | SPA | SPA | MNZ | MNZ | JER | JER | YMC | YMC |     |     | 178   | 5º  |
| 2017 | DAMS    | 11  | 4   | 6   | 3   | Rit | 13  | 3   | 3   | 2   | 8   | 8   | 1   | 2   | 6   | NP  | 9   | 3   | 16  | 4   | 2   | 5   | 3   |     |     | 178   | 5º  |
| 2018 | DAMS    | BHR | BHR | BAK | BAK | CAT | CAT | MON | MON | LEC | LEC | RBR | RBR | SIL | SIL | HUN | HUN | SPA | SPA | MNZ | MNZ | SOC | SOC | YMC | YMC | 91    | 9º  |
| 2018 | DAMS    | 11  | 10  | 5   | 3   | 14  | 8   | 9   | 8   | 7   | 8   | 11  | 8   | 17  | 16  | Rit | 16  | 8   | 1   | 5   | 4   | 2   | Rit | Rit | 15  | 91    | 9º  |
| 2019 | DAMS    | BHR | BHR | BAK | BAK | CAT | CAT | MON | MON | LEC | LEC | RBR | RBR | SIL | SIL | HUN | HUN | SPA | SPA | MNZ | MNZ | SOC | SOC | YMC | YMC | 214   | 2º  |
| 2019 | DAMS    | 1   | 3   | 4   | 1   | 1   | 6   | 12  | 10  | 5   | 6   | 9   | 6   | 2   | 5   | 1   | 7   | C   | C   | 13  | 10  | 2   | 4   | 7   | 2   | 214   | 2º  |

### Risultati in Formula 1
| 2018 | Scuderia    | Vettura           |  |  |  |  |  |  |    |  |  |  |    |  |  |  |  |    |  |    |    |    |  |  |  |  | Punti | Pos. |
| ---- | ----------- | ----------------- |  |  |  |  |  |  | -- |  |  |  | -- |  |  |  |  | -- |  | -- | -- | -- |  |  |  |  | ----- | ---- |
| 2018 | Force India | Force India VJM11 |  |  |  |  |  |  | SP |  |  |  | SP |  |  |  |  | SP |  | SP | SP | SP |  |  |  |  |       |      |

| 2019 | Scuderia | Vettura       |  |  |  |  |  |  |  |    |    |  |  |  |    |  |  |  |  |    |    |    |  |  |  |  | Punti | Pos. |
| ---- | -------- | ------------- |  |  |  |  |  |  |  | -- | -- |  |  |  | -- |  |  |  |  | -- | -- | -- |  |  |  |  | ----- | ---- |
| 2019 | Williams | Williams FW42 |  |  |  |  |  |  |  | SP | SP |  |  |  | SP |  |  |  |  | SP | SP | SP |  |  |  |  |       |      |

| 2020 | Scuderia | Vettura       |    |    |    |    |    |    |    |    |     |    |    |    |    |     |    |     |    |  |  |  |  |  |  |  | Punti | Pos. |
| ---- | -------- | ------------- | -- | -- | -- | -- | -- | -- | -- | -- | --- | -- | -- | -- | -- | --- | -- | --- | -- |  |  |  |  |  |  |  | ----- | ---- |
| 2020 | Williams | Williams FW43 | 11 | 17 | 19 | 15 | 19 | 18 | 16 | 11 | Rit | 16 | 14 | 18 | 11 | Rit | 14 | Rit | 17 |  |  |  |  |  |  |  | 0     | 21º  |

| 2021 | Scuderia | Vettura        |    |     |    |    |    |    |    |    |    |    |   |   |    |    |    |    |    |    |    |     |    |     |  |  | Punti | Pos. |
| ---- | -------- | -------------- | -- | --- | -- | -- | -- | -- | -- | -- | -- | -- | - | - | -- | -- | -- | -- | -- | -- | -- | --- | -- | --- |  |  | ----- | ---- |
| 2021 | Williams | Williams FW43B | 18 | Rit | 18 | 16 | 15 | 16 | 18 | 17 | 16 | 14 | 7 | 9 | 16 | 11 | 19 | 17 | 15 | 17 | 16 | Rit | 12 | Rit |  |  | 7     | 17º  |

| 2022 | Scuderia | Vettura       |    |     |    |    |    |    |    |    |    |    |     |     |    |    |    |    |     |   |    |    |    |     |  |  | Punti | Pos. |
| ---- | -------- | ------------- | -- | --- | -- | -- | -- | -- | -- | -- | -- | -- | --- | --- | -- | -- | -- | -- | --- | - | -- | -- | -- | --- |  |  | ----- | ---- |
| 2022 | Williams | Williams FW44 | 16 | Rit | 16 | 16 | 14 | 16 | 15 | 15 | 16 | 12 | Rit | Rit | 18 | 18 | 18 | 15 | Rit | 9 | 17 | 18 | 16 | Rit |  |  | 2     | 20º  |

| Legenda | 1º posto     | 2º posto | 3º posto    | A punti         | Senza punti/Non class.  | Grassetto – Pole position Corsivo – Giro più veloce Apice – Risultato Sprint (A punti) |
| Legenda | Squalificato | Ritirato | Non partito | Non qualificato | Solo prove/Terzo pilota | Grassetto – Pole position Corsivo – Giro più veloce Apice – Risultato Sprint (A punti) |